# Georg Christian von Lobkowitz (1835–1908)
Georg Christian von Lobkowitz, csehül: Jiří Kristián z Lobkovic (1835. május 14. – 1908. december 22.) Raudnitz hercege, osztrák politikus.

## Életútja
A cseh tartománygyűlés tagja volt, ezáltal korán kezdett szerepelni a cseh érzelmű feudális nemesség vezéreként. 1871-ben, Hohenwart alatt Csehország tartomány-marsallja lett és Karl Schönborn gróffal együtt létrehozta a katolikus politikai egyesületet. 1879-ben a képviselőház tagja, 1881-ben a képviselőház alelnöke, 1883-ban pedig az urak házának örökös tagja lett, majd 1884-től ismét Csehország tartományi marsallja és mint ilyen, a csehországi németek elnyomatására irányuló törekvések főembere volt.